# 啓明仮乗降場

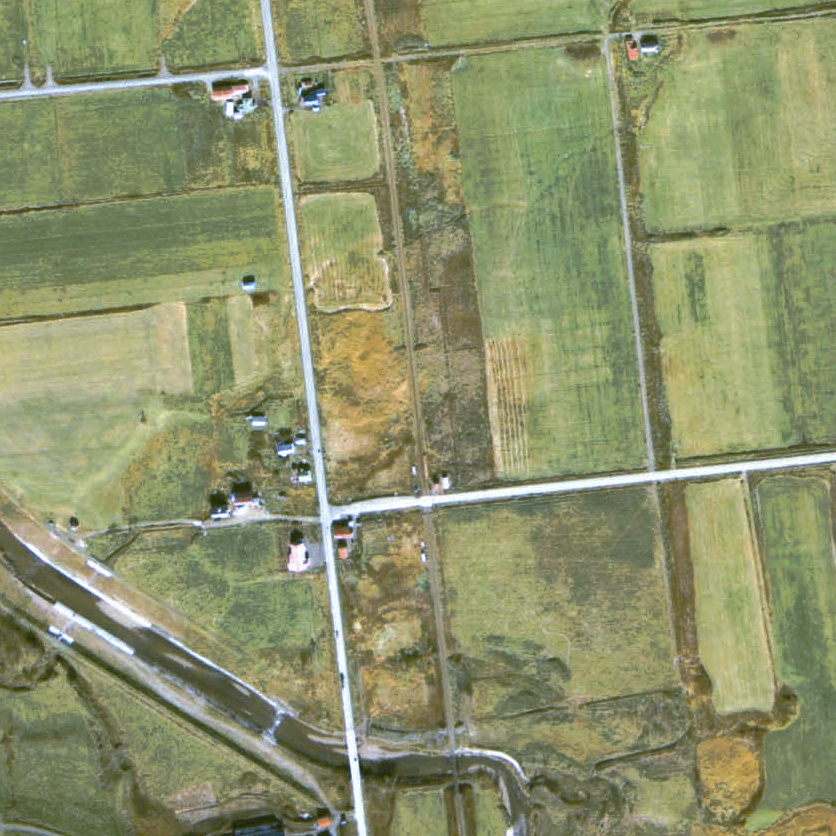
1977年の啓明仮乗降場と周囲約500m範囲。上が幌延方面。羽幌側に踏切と待合室がある。周囲は牧草地帯で民家が散在しているが、現在はさらに過疎化して左端の民家が残っているだけである。下を流れているのはウツツ川。

啓明仮乗降場（けいめいかりじょうこうじょう）は、かつて北海道天塩郡遠別町字啓明に設置されていた、日本国有鉄道（国鉄）羽幌線の仮乗降場（廃駅）である。羽幌線の廃線に伴い、1987年（昭和62年）3月30日に営業を停止し、廃止となった。

## 歴史
- 1956年（昭和31年）5月1日 - 日本国有鉄道（国鉄）天塩線の啓明仮乗降場（局設定）として開業[1]。
- 1958年（昭和33年）10月18日 - 天塩線を羽幌線に編入し、羽幌線が全通。それに伴い、同線の仮乗降場となる。
- 1987年（昭和62年）3月30日 - 羽幌線の全線廃止に伴い、営業を停止、廃止となる[1]。

### 仮乗降場名の由来
地区名より。「互いに指導啓発し、将来に光明を放つ」ことを願っての名称とされている。

## 構造
廃止時点で、1面1線の単式ホームを有する地上駅であった。プラットホームは、線路の東側（幌延方面に向かって右手側）に存在した。また、開業から廃止時まで仮乗降場として運営され、正式な駅には格上げされなかった。

## 駅周辺
- 北海道道119号遠別中川線
- 国道232号（天売国道/日本海オロロンライン）
- ウツツ川

## 隣の駅
日本国有鉄道
羽幌線
遠別駅 - 啓明仮乗降場 - 丸松駅